# Anhydrophryne
Anhydrophryne is een geslacht van kikkers uit de familie Pyxicephalidae. De groep werd voor het eerst wetenschappelijk beschreven door John Hewitt in 1919.
Er zijn drie soorten, de soort Anhydrophryne ngongoniensis behoorde eerder tot het geslacht Arthroleptella zodat soms de verouderde naam nog wordt gebruikt. Alle soorten komen voor in Afrika en komen endemisch voor in Zuid-Afrika.

## Taxonomie
Geslacht Anhydrophryne
- Soort Anhydrophryne hewitti
- Soort Anhydrophryne ngongoniensis
- Soort Anhydrophryne rattrayi

Amietia · 
Anhydrophryne · 
Arthroleptella · 
Cacosternum · 
Ericabatrachus · 
Microbatrachella · 
Natalobatrachus · 
Nothophryne · 
Poyntonia · 
Strongylopus · 
Tomopterna